# JavaServer Pages Standard Tag Library
A JavaServer Pages Standard Tag Library(JSTL), é um componente da plataforma de desenvolvimento web Java EE. Ela estende a especificação JSP adicionando uma biblioteca de tags das tags JSP para tarefas comuns, tais como processamento de dados XML, execução condicional, loops e internacionalização. JSTL foi desenvolvida sob o Java Community Process (JCP) como JSR 52. Em 8 de Maio de 2006, a JSTL 1.2 foi liberada.
JSTL fornece um modo efetivo de embutir lógica dentro de uma página JSP sem utilizar código Java diretamente. A utilização de um conjunto de tags padronizado, ao invés de quebrar dentro e fora do código Java, leva a um código mais sustentável e habilita a separação de interesses entre o desenvolvimento do código da aplicação e da interface do usuário.
Além da JSTL, o JCP possui as seguintes JSRs para desenvolver bibliotecas de tags JSP padrões:
- JSR 128: JESI – JSP Tag Library for Edge Side Includes (inactive)
- JSR 267: JSP Tag Library for Web Services

## Cadeia de tags
As bibliotecas incorporadas no padrão nativo JSTL são:
- core: Funções gerais como condições e laços.
- xml: Função para manipulação de XML.
- sql: Funções gerais de manipulação de dados e conexões no contexto SQL.
- fmt: Tratamento e formatações de padrões de internacionalização e caracteres cifrados.